# نابرابری فضایی
نابرابری فضایی (به انگلیسی:Spatial inequality) به توزیع نابرابر درآمد و منابع در میان مناطق جغرافیایی اشاره دارد. این نابرابری به تفاوت‌های محلی در زیرساخت‌ها، ویژگی‌های جغرافیایی خاص (وجود کوه‌ها، خطوط ساحلی، اقلیم‌های خاص و غیره) و مزیت‌ها و امتیازهای موجود در مناطق شهری با تراکم جمعیتی بیشتر نسبت داده می‌شود. نابرابری فضایی در محور مرکزی بحث‌های سیاست عمومی در مورد نابرابری اقتصادی قرار دارد.
در حالی که مشاغل واقع در مناطق شهری تمایل دارند نسبت به مناطق روستایی دستمزدهای اسمی بالاتری داشته باشند (با در نظر نگرفتن تورم و سطح قیمت)، هزینه زندگی و در دسترس بودن کار نیازمند فن و تخصص با تفاوت‌های منطقه‌ای در درآمد واقعی و خروجی اقتصادی همبستگی دارد. علاوه بر این، مؤلفه فضایی زیرساخت‌های عمومی بر دسترسی به مراقبت‌های بهداشتی و آموزشی با کیفیت (عناصر کلیدی سرمایه انسانی و بهره‌وری کارگر، که مستقیماً در رفاه اقتصادی اثرگذار است) اثر دارد.
تنوع در ترکیب منابع طبیعی و کیفیت زیرساخت‌های منطقه ای به‌طور سنتی به عنوان عوامل انگیزشی برای الگوهای مهاجرت بین شهرها و مناطق روستایی در نظر گرفته می‌شود. این گزاره به نوبه خود، بر تمرکز صنایع و بخش‌های خاص در یک ناحیه معین، و همچنین بر انتخاب‌های سرمایه‌گذاری انجام شده توسط دولت‌های محلی تأثیر می‌گذارد و بنابراین نابرابری‌های مبتنی بر فضا را تداوم می‌بخشد. با این حال، به دلیل فقدان مجموعه داده‌های خاص منطقه‌ای، میزان سطح تفکیک و تجزیه تقاضای کل جغرافیایی برای نشان دادن چنین روندهای اقتصادی، و همچنین تفاوت‌های ذاتی در درآمد و هزینه‌های زندگی در جوامع مختلف، چالش‌های مهمی در انجام تحقیقات تجربی برای تعیین کمیت این تفاوت‌ها (به ویژه در یک کشور معین، برخلاف کشورهای مختلف) وجود دارد.